# Me, Myself & I
Me, Myself & I is een nummer van de Amerikaanse rapper G-Eazy uit 2016, in samenwerking met de Amerikaanse zangeres Bebe Rexha. Het is de eerste single van G-Eazy's derde studioalbum When It's Dark Out.
"Me, Myself & I" werd in veel landen een hit. In de Amerikaanse Billboard Hot 100 haalde het de 7e positie; in de Nederlandse Top 40 ook. In de Vlaamse Ultratop 50 haalde het de 12e positie.